# Jodhpur (by)
 For alternative betydninger, se Jodhpur. (Se også artikler, som begynder med Jodhpur)
Jodhpur, også tidligere skrevet Djodpur, er den næststørste by i den indiske delstat Rajasthan beliggende midt i delstaten. Den var indtil 1947 hovedstad i fyrstestaten Jodhpur som nu er en del af Rajasthan. Byen kaldes også "The Blue City" (den blå by).
Den gamle bydel er bygget rundt om fortet Mehrangarh og er omsluttet af en bymur med flere byporte. Byen har nu vokset meget udenfor bymuren.
Jodhpur by blev grundlagt i 1459 af rajputhøvdingen Rao Jodha. Jodha erobrede det omkringliggende område og grundlagde kongedømmet som blev kendt som Marwar, og senere Jodhpur. Jodha stammede fra den nærliggende by Mandore som blev kongedømmets første hovedstad, men Jodhpur overtog rollen allerede i Jodhas levetid. Byen var strategisk placeret på vejen mellem Delhi og Gujarat. Det muliggjorde at profitere på en blomstrende handel med opium, kobber, silke, sandeltræ, dadler og andre varer.